# Eise Eisinga
Eise Jelteszn Eisinga, né à Dronrijp, le 21 février 1744 - mort à Franeker, le 27 août 1828, est un astronome amateur néerlandais.

## Biographie
Eise Eisinga, cardeur de laine de profession, a construit un planétarium de ses propres mains, le planétarium royal Eise Eisinga. L'histoire veut que cette construction ait été entreprise afin de réfuter les prédictions catastrophistes du révérend Eelco Alta (en), qui voyait dans l'alignement de planète de 1774 un signe de la fin des temps. 
Son planétarium, qui existe toujours, est le plus ancien en fonction au monde. 

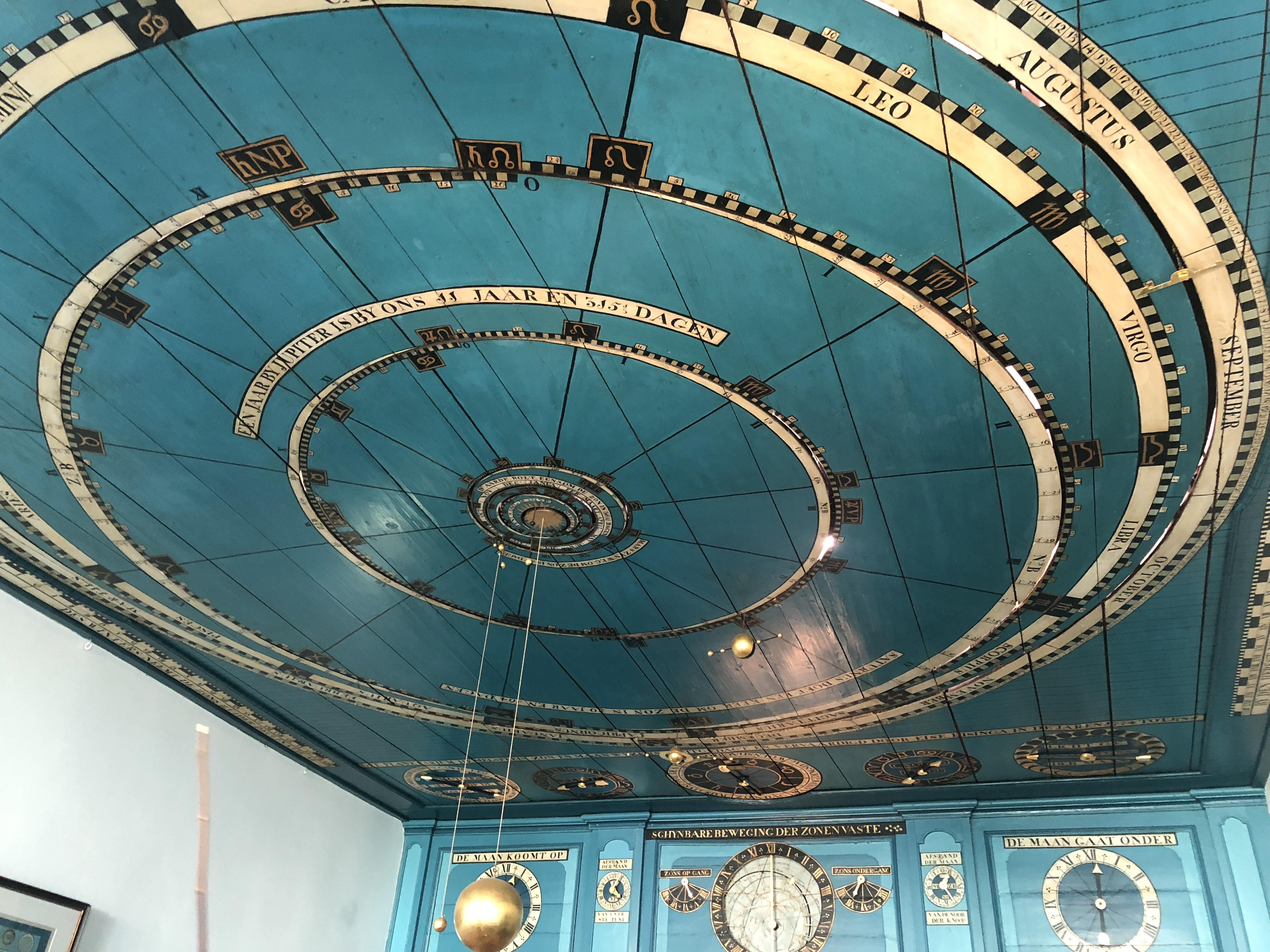
Le planétarium